# Błaga Ałeksowa
Błaga Ałeksowa, mac. Блага Алексова (ur. 24 stycznia 1922 w Tetowie, zm. 12 lipca 2007 w Skopju) – macedońska archeolog.

## Życiorys
Ukończyła liceum i studiowała na Wydziale Historii Sztuki Uniwersytetu Świętych Cyryla i Metodego w Skopju. Doktorat z archeologii średniowiecznej obroniła w 1958 roku na Uniwersytecie Lublańskim. W latach 1948–1950 pracowała jako kurator w Muzeum Miasta Skopje, a potem przez 15 lat kierowała Zakładem Archeologii Średniowiecznej w Muzeum Archeologicznym. W latach 1962–1975 była dyrektorem tego Muzeum. W roku 1971 i 1983 roku była stypendystką w Dumbarton Oaks. W latach 1975–1983 pracowała w Instytucie Historii Sztuki jako profesor archeologii średniowiecznej i wczesnochrześcijańskiej. W 1983 roku przeszła na emeryturę. Od 1997 roku była członkiem Macedońskiej Akademii Nauk i Sztuk.
W latach 1952–1956 prowadziła badania w rejonie Demir Kapija, gdzie odkryła ruiny wczesnochrześcijańskiej bazyliki uznanej za pomnik historii Macedonii. W 2011 roku podjęto decyzję o jej rekonstrukcji. W ramach jugosłowiańsko-amerykańskich projektów badawczych prowadziła badania w Bargali i Stobi. Podczas prac prowadzonych w latach 1966–1971 na terenie Bargali odkryto bazylikę, cysternę miejską i kompleks mieszkalny. W 1975 prowadziła prace archeologiczne na stanowisku archeologicznym Kale u ujścia rzeki Złetowska i Bregałnica, w pobliżu miejscowości Krupiszte. Na podstawie badań udowodniła, że właśnie tam powstała głagolica Cyryla i Metodego, chociaż nie wszyscy naukowcy zgadzają się z jej twierdzeniem. W 1981 roku prowadziła badania w Stobi na terenie przedwojennych badań archeologicznych, gdzie odkryła bazylikę, która okazała się najstarszym kościołem chrześcijańskim na terenie Macedonii.

## Publikacje
- Episkopijata na Bregałnica: prw słowenski crkowen i kułturno-prosweten centar wo Makedonija 1989[11]
- Studies in the antiquities of Stobi. Volume III 1981 Współautor: James Wiseman[12]
- Prosek-Demir Kapija. Slovenska nekropola i slovenske nekropole u Makedoniji Skopje 1966[13]
- Loca sanctorum Macedoniae = Kult na martirite vo Makedonija od IV do IX vek Skopje 1995[14]

## Upamiętnienie
- W 2008 roku Macedońska Akademia Nauk i Sztuk wydała książkę Spomenica poswetena na Błaga Ałeksowa, redowen człen na Makedonskata Akademija na Naukite i Umetnosti[15]